# Pasithea caerulea
Pasithea caerulea (Ruiz & Pav.) D.Don – gatunek roślin z monotypowego rodzaju Pasithea D.Don z rodziny złotogłowowatych (Asphodelaceae), występujący w centralnym Chile i Peru w Ameryce Południowej. 
Nazwa naukowa rodzaju odnosi się do imienia Pasithea, najstarszej Gracji.

## Morfologia
Wieloletnie rośliny zielne osiągające 50 cm wysokości. Liście bifacjalne. Korzenie z bulwami korzeniowymi. Kwiaty zebrane w luźny kwiatostan. Listki okwiatu niebieskie, zwijające się spiralnie po przekwitnięciu. Sześć pręcików wolnych, o nitkach smukłych, nieco zwężających się od nasady. Znamię słupka trójdzielne. Owocami są torebki.

## Systematyka
Gatunek z monotypowego rodzaju Pasithea z podrodziny liliowcowych (Hemerocallidoideae) z rodziny złotogłowowatych (Asphodelaceae).
Synonimy
- Anthericum caeruleum Ruiz & Pav. (bazonim)
- Phalangium caeruleum (Ruiz & Pav.) Pers.
- Pasithea caerulea var. grandiflora I.M.Johnst.
- Stypandra caerulea (Ruiz & Pav.) R.Br.
- Cyanella illcu Molina